# Craugastoridae
Craugastoridae Hedges et al., 2008 è una famiglia di anfibi dell'ordine degli Anuri, presenti nei territori dall'Arizona al Texas e nel Centro e Sud America.

## Tassonomia
Un recente articolo  ha rivisto la sistematica della famiglia e di altre famiglie vicine (Brachycephalidae, Ceuthomantidae, Eleutherodactylidae e Strabomantidae), ridimensionandone notevolmente le dimensioni. Precedentemente la famiglia comprendeva  20 generi compresi a loro volta in 3 sottofamiglie mentre adesso comprende 129 specie comprese in due generi:
- Craugastor Cope, 1862 (126 sp.)
- Haddadus Hedges, Duellman, and Heinicke, 2008 (3 sp.)